# Езгі Асароглу
Езгі Асароглу  (18 червня 1987 року) - турецька актриса кіно і телебачення. 
Вперше вона з'явилася на кабельному телебаченні в телесеріалі Bir Dilim Aşk , в якому дебютувала на екрані у віці 17 років.   Протягом багатьох років вона мала ролі в телесеріалах з найвищим рейтингом, а популярність серіалів зробила Езгі Асароглу відомою аудиторії в Туреччині .  У 2005 році вона з'явилася в короткому фільмі « Що любов робить в горах»? який завоював нагороди на кінофестивалях в усьому світі. 
Кар'єра фільму Езгі почалася з її ролі в незалежному фільмі 2008 року, «Свобода на мить» (For a Moment, Freedom], Ein Augenblick Freiheit ), гострий трагікомічний драматизм фільму про біженців, що отримав 30 міжнародних нагород.        З тих пір вона взяла на себе головні ролі.  У 2009 році вона знялася в Kampüste akıplak Ayaklar (він же Barefoot on Campus ).      Її робота отримала високу оцінку критики, а потім вийшли інші успішні фільми   включаючи Acı Aşk , En Mutlu Olduğum Yer ,    Aşk Kırmızı ,   Cennetten Kovulmak ( "Краща актриса" від кінофестивалю "Дублінський шовковий шлях"/Dublin Silk Road Film Festival).  Після комедійної серії Leyla ile Mecnun   і Yağmurdan Kaçarken успішно продовжила акторську кар'єру, знявшись у драматичному серіалі "Моє чуже життя" (O Hayat Benim) , який мав величезний успіх, і тривав чотири сезони, сто тридцять один епізод і завершений 2 травня 2017 року. 

## Фільмографія
| Рік  | Назва                                | Роль        | Режисер                     |
| ---- | ------------------------------------ | ----------- | --------------------------- |
| 2004 | Bir Dilim Ask (ТБ)                   | Пелін       | Юксель Аксу, Умму Бурхан    |
| 2004 | Zor Karar ' ' (ТБ)                   | Meral       | Ніхат Озджан, Феріде Кайтан |
| 2005 | Що любов робить в горах?             | Айзе        | Юнус Емре Фірат             |
| 2006 | Кизлар Юрду (ТБ)                     | Gulenay     | Джейда Демир                |
| 2007 | Yolcu (ТБ)                           | Кадер       | Алі Артак                   |
| 2007 | Menekse ile Halil (ТБ)               | Canay       | Uluc Bayraktar              |
| 2008 | Хатірла Севгілі (ТБ)                 | Руя         | Ummu Burhan                 |
| 2008 | Свобода на мить                      | Жасмін      | Араш Т. Ріахі               |
| 2008 | Gece Sesleri (ТБ)                    | Зехра       | Cemal San                   |
| 2009 | Тисяча і одна ніч (телесеріал) (ТБ)  | Дуру        | Kudret Sabanci              |
| 2009 | Kampuste Ciplak Ayaklar              | Деніз       | Cansel Elcin                |
| 2009 | Aci Ask                              | Седа        | Танер Елхан                 |
| 2010 | En Mutlu Oldugum Yer                 | Еліф        | Каган Ертуран               |
| 2011 | Leyla ile Mecnun (ТБ)                | Лейла       | Onur Unlu                   |
| 2012 | Cennetten Kovulmak / Падіння з Едему | Еміне       | Феріт Карахан               |
| 2012 | Isler Gucler (ТБ)                    | Аслі Байтар | Сельчук Айдемір             |
| 2013 | Ask Kirmizi                          | Зейнеп      | Осман Сінав                 |
| 2013 | Ягмурдан Каджаркен (ТБ)              | Ідил        | Jale Incekol                |
| 2014 | Sağ Salim II                         | Nihal       | Ерсой Гюлер                 |
| 2014 | Моє чуже життя (ТБ)                  | Бахар       | Мерве Гіргін, Хуля Білбан   |